# Wish (företag)
Wish.com är en e-handelsplattform där varor säljs direkt från producenter till kunder. Wish är huvudsakligen en mobilapp som används på IOS- och Androidplattformar och används också på webben fast med färre funktioner.
Företaget grundades 2010 av Peter Szulczewski och Danny Zhang, två tidigare anställda programmerare på Google och Yahoo!. Huvudkontoret är beläget i San Francisco, Kalifornien i USA. Europakontoret ligger i Amsterdam.  
Wish har över 100 miljoner registrerade användare runt om i världen och uppges vara värderat till 11.2 miljarder amerikanska dollar. Wish driver fyra andra mobilapplikationer som specialiserar sig på olika kategorier av shopping, Geek (elektronik), Mama (familjeprodukter), Cute (skönhetsprodukter) och Home (inredning).
Eftersom man kan köpa direkt från fabriker utanför EU finns det ingen ansvarig för kvalitetssäkring eller CE-märkning. Man kan få produkter med höga nivåer av kemikalier, tungmetaller eller som är farliga att använda, ex. elektriska produkter.

## Historia
Wish grundades 2010, då under namnet Context Logic, med avsikt att fungera som en app där användare skulle kunna spara produkter från andra sidor till en önskelista. Wish skulle tjäna pengar genom att ta betalt av säljarna med en "Pay per click"-modell. Denna idé ersattes snabbt med en plattform där säljare, huvudsakligen fabriker i Kina, fick en möjlighet att sälja sina produkter direkt i appen till kunder över hela världen. Wish får en procentandel av varje transaktion som görs i appen. Under 2015 rapporterades det att Amazon och Alibaba Group försökte köpa Wish.

## Avtal med Postnord
När Postnord implementerade avgifter på försändelser på kommersiellt innehåll utanför Europa i början på 2017 arbetade Postnord och Wish fram ett avtal för alla beställningar som läggs hos Wish där moms betalas direkt vid köptillfället. För dessa försändelser behöver inte moms, momshanteringsavgift eller andra tillkommande avgifter betalas när försändelsen anländer till Sverige. I dagsläget är det endast med e-handelsplattformen Wish som PostNord har avtal. För övriga försändelser med kommersiellt innehåll gäller det regelverk som trädde i kraft den 1 mars 2018 vilket innebär att moms ska tas ut från första kronan vid ankomst till Sverige.